# Euploea werneri
Euploea werneri är en fjärilsart som beskrevs av Hans Fruhstorfer 1909. Euploea werneri ingår i släktet Euploea och familjen praktfjärilar. Inga underarter finns listade i Catalogue of Life.